# Buddy Buxbaum

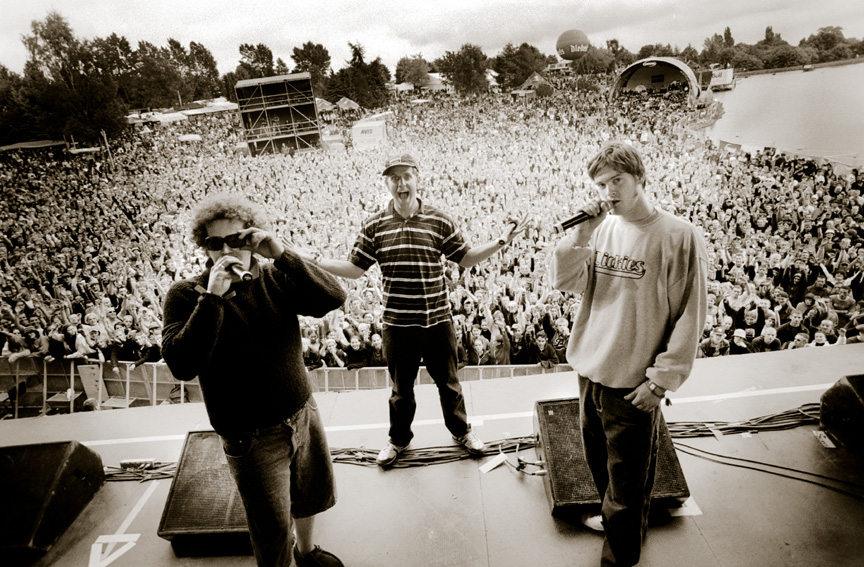
Buddy Buxbaum (links) 2000 als Mitglied von Deichkind

Buddy Buxbaum, bürgerlich Bartosch Jeznach (* 15. Mai 1977 in Szczecinek, Polen) ist ein deutscher Musiker, Musikproduzent und Rapper. Er ist Gründungsmitglied der Band Deichkind, damals auch unter den Alias Buddy Burito und Buddy Inflagranti.

## Karriere
Buxbaum wuchs auf der Ostseeinsel Usedom auf. Er gründete 1997 gemeinsam mit Philipp Grütering (alias Kryptik Joe) und Malte Pittner die Band Deichkind. Nach seinem Ausstieg bei Deichkind im Jahr 2008 zog sich Buxbaum zunächst ins Privatleben zurück. In einem Interview mit dem Focus gab er an, dass sich die Band seiner Meinung nach in eine falsche Richtung entwickelt habe, er mit Elektro und Techno nicht viel anfangen könne und die Musik daher seinen Geschmack nicht mehr treffe.
Nach mehrjähriger Pause, in der er sich nach eigener Aussage von Job zu Job gehangelt habe, versuchte er sich zunächst als Musikproduzent. Danach arbeitete er über einen Zeitraum von drei Jahren an einem eigenen Album. Im März 2015 erschien die EP Ballast auf seinem eigenen Label Holo Rec. Neben den Liedern Ballast und Medizin fanden sich auf dieser Veröffentlichung Remixe namhafter Musiker (Dexter, Shawn Lee, Klaus Johann Grobe sowie dem Hamburger Produzenten I.L.L. Will). In dem Musikvideo zu Ballast ist Peter Behrens, der ehemalige Schlagzeuger der Band Trio, als Protagonist zu sehen. Im selben Jahr erschien zudem das Album Unkaputtbar. Am 29. August 2015 trat Buxbaum beim 11. Bundesvision Song Contest für das Bundesland Mecklenburg-Vorpommern an und belegte den vorletzten Platz.
Er lebt in Hamburg.

## Diskografie

### Solo
- 2015: Ballast (EP)
- 2015: Unkaputtbar (Album)